# Ardèche Classic 2023
La 23e édition de la Classic de l'Ardèche, officiellement Faun-Ardèche Classic a lieu le 25 février 2023. Elle fait partie du calendrier UCI ProSeries 2023. C'est la deuxième course d'un jour du calendrier français en 2023.

## Présentation

### Parcours
Le parcours, au départ et à l'arrivée situé à Guilherand-Granges, comporte 3 boucles, qui passeront notamment par le Val d'enfer, le Mur de Cornas, ainsi que les communes de Châteaubourg, Saint-Romain-de-Lerps, Saint-Sylvestre, Alboussière, Boffres ou Toulaud.

### Équipes
Vingt-deux équipes participent à cette édition : sept WorldTeams, douze équipes continentales professionnelles et une équipe continentale.
Initialement inscrite, la formation Nice Métropole Côte d'Azur n'est pas au départ, n'ayant pas payé à temps une taxe permettant de participer aux épreuves UCI ProSeries. L'équipe n'est pas repêchée par l'Union cycliste internationale.
| WorldTeams (13)- AG2R Citroën Team - Arkéa-Samsic - Astana Qazaqstan Team - Bora-Hansgrohe - Cofidis - EF Education-EasyPost - Groupama-FDJ - Intermarché-Circus-Wanty - Soudal Quick-Step - Team DSM - Team Jayco AlUla - Trek-Segafredo - UAE Team Emirates ProTeams (6)- Bingoal WB - Israel-Premier Tech - Lotto Dstny - TotalEnergies - Tudor Pro Cycling Team - Uno-X Pro Cycling Team Équipes continentales (2)- CIC U Nantes Atlantique - Saint Michel-Mavic-Auber 93 |
| |

### Principaux coureurs présents
Plusieurs coureurs de renom sont présents à cette Faun-Ardèche Classic 2023 : Diego Ulissi, George Bennett, Sergio Higuita, Jai Hindley, Lilian Calmejane, Rui Costa, Julian Alaphilippe, Rémi Cavagna, David Gaudu, Guillaume Martin, Mattias Skjelmose, Clément Champoussin, Nans Peters, Esteban Chaves, Romain Bardet, Pierre Latour ou encore Michael Woods. A noter la présence de quatre anciens vainqueur de l'épreuve : Bardet, Calmejane, Cavagna et Gaudu.

### Récit de la course
L'échappée matinale composée de Rémi Cavagna (Soudal Quick-Step) et de Valentin Ferron (TotalÉnergies) prend fin à 36 kilomètres du terme. Une douzaine de kilomètres plus loin, un nouveau duo français se porte en tête de la course dans la côte de Saint-Romain-de-Lerps (6,3 km à 7,1% de moyenne). Il est formé par Julian Alaphilippe (Soudal Quick-Step), qui place une attaque tranchante et David Gaudu (Groupama FDJ) qui est le seul à pouvoir le suivre. Les deux coureurs collaborent et creusent un écart d'une minute sur leurs poursuivants. L'ultime difficulté, le Val d'Enfer (1,5 km à 10,2% de moyenne) n'est pas décisive ; c'est dans les derniers hectomètres qu'Alaphilippe lance le sprint de loin et franchit la ligne d'arrivée en vainqueur, renouant enfin avec le succès après sept mois sans victoires.

## Classements

### Classement final
| \| Classement général \| Classement général \| Classement général \| Classement général \| Classement général \| \| Coureur \| Coureur \| Pays \| Équipe \| Temps \| \| ------------------ \| ------------------ \| ------------------ \| ------------------------ \| ------------------ \| \| 1er \| Julian Alaphilippe \| France \| Soudal Quick-Step \| 4 h 22 min 50 s \| \| 2e \| David Gaudu \| France \| Groupama-FDJ \| + 0 s \| \| 3e \| Mattias Skjelmose \| Danemark \| Trek-Segafredo \| + 31 s \| \| 4e \| Victor Lafay \| France \| Cofidis \| + 31 s \| \| 5e \| Romain Grégoire \| France \| Groupama-FDJ \| + 43 s \| \| 6e \| Felix Gall \| Autriche \| AG2R Citroën Team \| + 43 s \| \| 7e \| Lorenzo Rota \| Italie \| Intermarché-Circus-Wanty \| + 43 s \| \| 8e \| Guillaume Martin \| France \| Cofidis \| + 51 s \| \| 9e \| Rui Costa \| Portugal \| Intermarché-Circus-Wanty \| + 54 s \| \| 10e \| Pierre Latour \| France \| TotalEnergies \| + 54 s \| |                    |          |                          |                 |
| |                    |          |                          |                 |
| Source : ProCyclingStats |                    |          |                          |                 |
| Classement général |                    |          |                          |                 |
| Coureur | Coureur            | Pays     | Équipe                   | Temps           |
| 1er | Julian Alaphilippe | France   | Soudal Quick-Step        | 4 h 22 min 50 s |
| 2e | David Gaudu        | France   | Groupama-FDJ             | + 0 s           |
| 3e | Mattias Skjelmose  | Danemark | Trek-Segafredo           | + 31 s          |
| 4e | Victor Lafay       | France   | Cofidis                  | + 31 s          |
| 5e | Romain Grégoire    | France   | Groupama-FDJ             | + 43 s          |
| 6e | Felix Gall         | Autriche | AG2R Citroën Team        | + 43 s          |
| 7e | Lorenzo Rota       | Italie   | Intermarché-Circus-Wanty | + 43 s          |
| 8e | Guillaume Martin   | France   | Cofidis                  | + 51 s          |
| 9e | Rui Costa          | Portugal | Intermarché-Circus-Wanty | + 54 s          |
| 10e | Pierre Latour      | France   | TotalEnergies            | + 54 s          |

## Liste des participants

### Classements UCI
La course attribue des points au Classement mondial UCI 2023 selon le barème suivant :
| Position   | 1er | 2e  | 3e  | 4e  | 5e | 6e | 7e | 8e | 9e | 10e | 11e | 12e | 13e | 14e | 15e | 16e à 30e | 31e à 40e |
| Classement | 200 | 150 | 125 | 100 | 85 | 70 | 60 | 50 | 40 | 35  | 30  | 25  | 20  | 15  | 10  | 5         | 3         |